# Henri Karjalainen
Henri Mikael Karjalainen, född 19 februari 1986, är en finländsk racerförare.

## Racingkarriär
| År                                               | Klass/Mästerskap                           | Team                                   | Bil                          | Totalt/poäng | Bästa placering           |
| ------------------------------------------------ | ------------------------------------------ | -------------------------------------- | ---------------------------- | ------------ | ------------------------- |
| 2004                                             | Formula BMW ADAC                           | Matson Motorsport                      | Mygale FB02 (BMW K1200RS)    | -/0p         | ?                         |
| 2005                                             | Formula BMW ADAC                           | Team Rosberg                           | Mygale FB02 (BMW K1200RS)    | 21:a/5p      | ?                         |
| 2006                                             | Asian Formula Renault Challenge            | Asia Racing Team                       | Tatuus FR2000 (Renault)      | 4:a/173p     | 1:a                       |
| 2006                                             | Formula 3 Asia                             | Team Goddard                           | ?                            | 13:e/22p     | ?                         |
| 2007                                             | Formula 3 Asia Pacific                     | Team Goddard                           | Dallara F304 (Toyota)        | 2:a/189p     | Fem segrar                |
| 2007                                             | GP2 Series                                 | BCN Competición                        | Dallara GP2 (Renault)        | -/0p         | Bröt alla                 |
| 2008                                             | Atlantic Championship                      | Jensen MotorSport                      | Swift 016.a (Mazda-Cosworth) | 17:e/70p     | 10:a i Trois Rivières     |
| 2009                                             | FIA Formula Two Championship               | Everyman/LTC-Rakennus (huvudsponsorer) | Williams JPH1 F2 (Audi)      | 15:e/7p      | 4:a på Brno (Race 1)      |
| 2009                                             | Formula Renault 2.0 Finland                | RedStep Formula                        | Tatuus FR2000 (Renault)      | 7:a/138p     | Tre segrar                |
| 2009                                             | Formula Renault 2.0 Northern European Cup  | EspoonUA                               | Tatuus FR2000 (Renault)      | 23:a/31p     | 4:a på Alastaro (Race 2)  |
| 2009                                             | Formula Renault 2.0 Northern European Zone | RedStep Formula                        | Tatuus FR2000 (Renault)      | 21:a/16p     | 3:a på Ahvenisto (Race 2) |
| 2009                                             | Formula Renault 2.0 Sweden                 | RedStep                                | Tatuus FR2000 (Renault)      | 12:a/9p      | 3:a i Karlskoga (Race 1)  |
| 2010                                             | Finnish GT3 Championship                   | Team Nurminen/Waden                    | Ferrari F430 Challenge       | 4:a/222p     | ?                         |
| Senast uppdaterad: 2011-05-07 (4989 dagar sedan) |                                            |                                        |                              |              |                           |